# Cromwell (film)
A Cromwell egy 1970-ben bemutatott angol történelmi kalandfilm-dráma Ken Hughes rendezésében, Richard Harris, Alec Guinness, Robert Morley és Timothy Dalton főszereplésével. A film forgatókönyvét a rendező maga írta, a forgatást Irving Allen amerikai producer finanszírozta. Az 1640–1650-es évek Angliájában játszódó cselekmény az angol polgárháború lezajlásáról szól, középpontjába Oliver Cromwell személyét helyezve.

## Cselekmény
1640-ben Oliver Cromwell angol vidéki földbirtokos, mélyen vallásos puritán, Anglia parlamentjének egykori tagja, családjával együtt az Újvilágba, az észak-amerikai gyarmatokra készül átköltözni. Barátai igyekeznek lebeszélni, de Cromwell elmondja, hogy hazája korrupt és kalandor vezetők kezére került, a király és a főnemesség a köznép kifosztásában, jogtiprásban bűnös. Az Angol Királyságban Cromwell nem lát jövőt gyermekei számára.
I. Károly király uralkodása alatt nő az elégedetlenség. A király engedélyezi a nagybirtokosoknak, hogy a községek legelőit erőszakkal elvegyék, a gazdálkodókat elűzzék, a szembeszegülőket letartóztassák, megbüntessék. Megütközést kelt, hogy a katolikus Henrietta Mária királyné befolyására a király elrendeli római (katolikus) rituálék bevezetését a Church of England templomaiban. Ugyanakkor a király hívő anglikán, és bár megengedi francia feleségének, hogy négy fal között római katolikus rítus szerint imádkozzék, de megtiltja neki, hogy a walesi herceget, a trónörököst is ebben a hitben nevelje.
Károly abszolút hatalmú uralkodó, tizenkét éven át nem hívta össze a Parlamentet. 1640-ben azonban, kedve ellenére mégis összehívni kényszerül a törvényhozó testületet, hogy pénzt (új adókat) szavaztasson meg velük a folyamatban lévő írországi és a küszöbön álló skót háború finanszírozására. Cromwell letesz kiutazási tervéről és Londonba utazik, a Parlament tagjaként. A pénz megszavazásának feltételeként a Parlament a király hatalmának korlátozását, a köznépet ért sérelmek orvoslását kívánja. A Parlament régi ellensége, az írországi háborúból visszatérő Lord Strafford felajánlja, hogy a javaslatot beterjesztő képviselőket felségárulás vádjával letartóztatja. A király megbízza Straffordot az akcióval, de a tervet elárulják, a Parlament árulás vádjával halálra ítéli Straffordot.
Károlyt súlyos lelkifurdalás gyötri, mert saját királyi szavát adta a lordnak, hogy megvédi a megtorlástól. A parlamenti alsóház és az utca feldühödött népének megbékítésére a király mégis aláírja Strafford halálos ítéletét. A lordot a Tower Hill-en lefejezik. Strafford „beáldozása” ellenére a Parlament továbbra is ragaszkodik a király hatalmának korlátozását célzó reformokhoz, melyek egy alkotmányos monarchiát eredményeznének. Cromwell azt is követeli, hogy a király határozottan lépjen fel a katolikus egyház angliai befolyása ellen. Károly meggyőződése szerint ő Isten kegyelméből uralkodik, senki sem állhat felette. Francia felesége, Henrietta is ösztökéli, hogy ne engedjen. Károly visszautasítja a képviselők követeléseit. Személyesen, katonák élén megy a Parlamentbe, hogy letartóztassa Cromwellt és társait. Cromwell törvényjavaslatot nyújt be, hogy a Parlament tagjai elleni intézkedést minősítsék a nemzet elleni árulásnak. Károly feloszlatja a parlamentet. A képviselők két pártra szakadnak, a királypártiak és a parlament hívei között között rövidesen polgárháború tör ki, ahol mindkét fél „Isten nevében” harcol a főhatalomért.
Az 1642 októberében vívott edgehilli csatában, ahol Cromwell lovassági tisztként harcol, a király csapatai, akiket Pfalzi Rupert herceg, rajnai palotagróf, a király rokona is csatlakozik, szétszórják a Parlament rosszul kiképzett, parasztokból és iparosokból álló seregét. Cromwell saját arisztokrata parancsnokát, Lord Manchestert hibáztatja, és Thomas Fairfax tábornok segítségével saját sereget szervez. A New Model Army katonáit szakszerűen kiképzik, felszerelik, fegyelemre szoktatják és gyakorlatoztatják. Az új hadsereg az 1645-ös nasebyi csatában legyőzi a létszámfölényben álló királyi csapatokat. A Cromwell által vezényelt lovasságnak döntő szerepe van a győzelemben, bár Cromwell egyik fia elesik a harcban. A győzelem nyomán Cromwell sikeresen megzsarolja a Parlamentet: otthagyja a háborút, ha nem őt nevezik ki a teljes parlamenti haderő parancsnokává. 1646-ban a királyt Oxfordban bekerítik. Kedvenc unokaöccsét és harcias segítőjét, Pfalzi Rupert herceget Károly száműzi országából, mert a herceg idő előtt feladta az ostromlott Bristol védelmét, így a királyi sereg utánpótlási kikötő nélkül maradt. A vesztes helyzetbe jutott király megpróbál katolikus országoktól katonai segítséget szerezni. Feleségét és legidősebb fiát, Károly walesi herceget külföldre menekíti. A katolikus egyház azonban azzal a feltétellel ígér segítséget, ha Angliában elnyomják a reformációt és helyreállítják a római katolicizmust.
Károly sorra visszautasítja Cromwell javaslatait a királyi hatalom korlátozásáról. 1648-ban Sir Edward Hyde, Károly bizalmasa elárulja Cromwellnek a király titkos tervét: egy királypárti katolikus hadsereget szervez, erre támaszkodva száll szembe Cromwellel és híveivel, akik a Parlamentet a királyi hatalom fölé akarják helyezni. 1649-ben Cromwell követelésére a Parlament árulásért perbe fogja a királyt. A bírósági tárgyaláson Károly ragaszkodik álláspontjához, hogy hatalma Istentől való, a Parlament nem ítélkezhet fölötte. A bírák véleménye megoszlik. A mérsékeltek óriási összeggel akarják megváltani Károly életét. A bigott puritán Cromwell nyomás alá helyezi a bírákat, kikényszeríti a halálos ítélet aláírását. Károly elbúcsúzik ifjabb gyermekeitől, akik a Parlament kezébe kerültek, és bátran megy a halálba. A Whitehall Palota előtt felállított vérpadon fejét veszik. Kikiáltják a köztársaságot. Az utca népe ujjong, de sem a Parlament tagjai, sem maga Cromwell nem éreznek igazi elégtételt.
Cromwell visszavonul vidéki birtokára, de a hadsereg irányítását továbbra is kezében tartja. 1651-ben radikális képviselők, Henry Ireton vezetésével felajánlják neki a királyi koronát, mert a Parlament államfő nélkül nem képes kormányozni. Cromwell visszautasítja őket, de látva a Parlamentben folyó meddő vitákat, és az elhatalmasodó korrupciót, 1653-ban ugyanúgy jár el, ahogy Károly tette 1640-ben: katonáival betör a Parlamentbe, feloszlatja az intézményt és szétzavarja a képviselőket. Egyedül maradva a kiürített ülésteremben Cromwell földre dobja a parlamenti hatalmat jelképező díszes jogart (ceremonial mace), és elfoglalja a Parlament elnöki székét. A nézők számára programbeszédet tart a protektorátusi államformáról, ahol Isten rendelése szerint mindenki részesülhet a fejlődés áldásaiból. A filmet záró narráció szerint Cromwell öt éven át Lordprotektorként, diktátori hatalommal vezette és nagyhatalommá tette Angliát. Halála (1658) után három évvel visszahívták a kivégzett Károly király fia, II. Károlyt, aki egy teljesen megváltozott, alkotmányos Anglia trónját foglalhatta el.

## Főbb szereplők
| Szerep                                                           | Színész         | Magyar hangja (1. szinkron, 1971) | Magyar hangja (2. szinkron, 1981) | Magyar hangja (3. szinkron) |
| ---------------------------------------------------------------- | --------------- | --------------------------------- | --------------------------------- | --------------------------- |
| 1. Oliver Cromwell                                               | Richard Harris  | Avar István                       | Blaskó Péter                      | Helyey László               |
| 2. I. Károly király                                              | Alec Guinness   | Tyll Attila                       | Velenczey István                  | Ujréti László               |
| 3. Lord Manchester                                               | Robert Morley   | Gelley Kornél                     | Képessy József                    | Csurka László               |
| 4. Henrietta Mária királyné                                      | Dorothy Tutin   | Békés Rita                        | Moór Marianna                     | Hámori Ildikó               |
| 5. John Carter gazdálkodó                                        | Frank Finlay    | N/A                               | Miklósy György                    | N/A                         |
| 6. Pfalzi Rupert herceg                                          | Timothy Dalton  | Mécs Károly                       | Téri Sándor                       | Galambos Péter              |
| 7. Lord Strafford tábornok, politikus                            | Patrick Wymark  | Csákányi László                   | Csákányi László                   | Versényi László             |
| 8. Hugh Peters képviselő                                         | Patrick Magee   | Zách János                        | Bodor Tibor                       | Izsóf Vilmos                |
| 9. Sir Edward Hyde, Károly tanácsadója                           | Nigel Stock     | Szabó Gyula                       | Kránitz Lajos                     | Besenczi Árpád              |
| 10. Lord Essex                                                   | Charles Gray    | Gera Zoltán                       | Szatmári István                   | Szersén Gyula               |
| 11. Henry Ireton tábornok, Cromwell veje                         | Michael Jayston | Juhász Jácint                     | Vajek Róbert                      | Lux Ádám                    |
| 19. John Pym, képviselő, az Alsóház vezére                       | Geoffrey Keen   | Egri István                       | Miklósy György                    | Várkonyi András             |
| 30. Sir Thomas Fairfax tábornok, a parlamenti erők főparancsnoka | Douglas Wilmer  | Sinkó László                      | Helyey László                     | Haás Vander Péter           |

## Gyártás

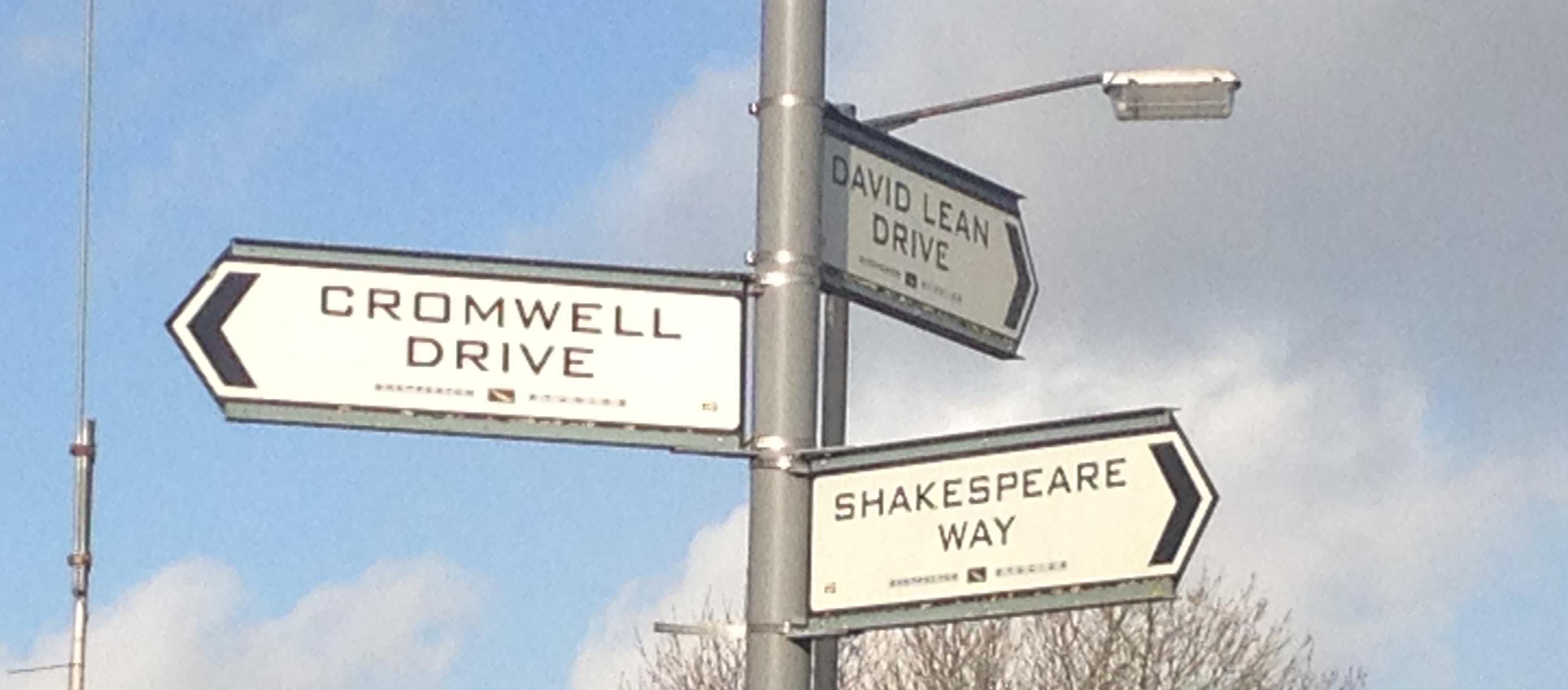
Eligazító tábla a Shepperton Studios területén

A film legtöbb jelenetét Angliában forgatták. A korabeli londoni Parlament teret (Parliament Square) a Shepperton Studios filmgyárban építették fel. A nyílt mezőn vívott csatákat Spanyolországban forgatták le.

## Fogadtatás
Bár a filmet világszerte úgy reklámozták, hogy „tíz évnyi tudományos kutatómunka alapján” készült, a kész filmet súlyos kritikák érték a benne lévő számos történelmi ferdítés és pontatlanság miatt. Ezek elhárítására George MacDonald Fraser skót író és forgatókönyvíró azt írta, hogy a két és fél órába sűrített filmtörténetben elkerülhetetlenül maradnak megkérdőjelezhető részek, de Cromwell tetteinek lényege igaz, és történelmileg helytálló. A jelmezek, a történelmi helyszínek (díszletek) és a karakterek megjelenése, viselkedése korhű, de az események ábrázolásában – más történelmi játékfilmek gyakorlatához hasonlóan – gyakorlati okokból sok egyszerűsítés és fiktív megjelenítés történt. A kritikusok egybehangzóan dicsérték a két főszereplő, Richard Harris (Cromwell) és Alec Guinness (Károly) kiemelkedő színészi játékát. Maga Ken Hughes rendező a filmet a legjobban sikerült saját alkotásaként hirdette.

## Elismerések, díjak
A filmet 1971-ben Oscar-, BAFTA-díjra és más nemzetközi díjakra jelölték, de csak a legjobb jelmeztervezésért járó Oscar-díjat nyerte el (Vittorio Nino Novarese jelmeztervező).
Az 1971-es Moszkvai Nemzetközi Filmfesztiválon Richard Harris elnyerte a legjobb színész díját. Magát a filmet (Ken Hughes rendezőt) jelölték a legjobb filmnek járó Arany Díjra, de végül nem kapta meg.

## További információ
- Cromwell a PORT.hu-n (magyarul)
- Cromwell az Internetes Szinkronadatbázisban (magyarul)
- Cromwell az Internet Movie Database-ben (angolul)
- Cromwell a Rotten Tomatoeson (angolul)
- Cromwell a Box Office Mojón (angolul)
- Cromwell (francia nyelven). AlloCiné.fr
- Cromwell – Krieg dem König (német nyelven). Filmdienst.de
- Cromwell (1970) (magyar nyelven). TMDB (The MovieWeb Adatbázis)
- Cromwell (1970) (magyar nyelven). MAFAB.hu